# 1900 na televisão

## Nascimentos
| Data           | Nome                  | Profissão | Nacionalidade  | Observações | Ref   |
| -------------- | --------------------- | --------- | -------------- | ----------- | ----- |
| 5 de abril     | Spencer Tracy         | ator      | Estados Unidos | m. 1967     | [ 1 ] |
| 19 de abril    | Iracema de Alencar    | atriz     | Brasil         | m. 1978     | [ 2 ] |
| 31 de agosto   | Roland Culver         | ator      | Reino Unido    | m. 1984     | [ 3 ] |
| 19 de setembro | Ricardo Cortez        | ator      | Estados Unidos | m. 1977     | [ 4 ] |
| 17 de outubro  | Jean Arthur           | atriz     | Estados Unidos | m. 1991     | [ 5 ] |
| 25 de novembro | Helen Gahagan Douglas | atriz     | Estados Unidos | m. 1980     | [ 6 ] |
| 6 de dezembro  | Agnes Moorehead       | atriz     | Estados Unidos | m. 1974     | [ 7 ] |

## Mortes
| Data | Nome | Profissão | Nacionalidade | Observações | Ref |
| ---- | ---- | --------- | ------------- | ----------- | --- |